# 孔多尔
孔多尔是巴西南大河州的一个市镇。总面积465.188平方公里，总人口6607人，人口密度14.2人/平方公里。